# Parc national de la Terre du Léopard
Le parc national de la Terre du Léopard (russe : национа́льный парк «Земля́ леопа́рда») est un parc national russe couvrant 2 800 kilomètres carrés (dont 800 km2 pour le cœur de parc). Il se trouve dans raïon de Khassan du kraï du Primorié, en Russie, près de la frontière avec la Chine. Il a été créé en 2012 à la suite de la fusion de plusieurs réserves de faune, ainsi qu'en englobant un nouveau territoire le long de la frontière avec la Chine. Considérés comme « les plus rares félins du monde » par le WWF, les léopards de l'Amour sont en danger critique d'extinction à l'état sauvage, avec des rapports en 2012 estimant qu'il en resterait moins de trente dans les forêts entre la mer du Japon et la province de Jilin en Chine. Le parc couvre environ 60 % de leur zone d'habitat.
Le parc est desservi par la route régionale 05A-214, qui relie Khassan à la route fédérale A370.

## Faune
Le parc abrite 54 espèces de mammifères, 184 espèces d'oiseaux, sept espèces d'amphibiens, huit de reptiles et douze de poissons. En plus des léopards et des tigres, on trouve des ours bruns, des ours noirs, des lynx, des cervidés, des renards et des blaireaux.

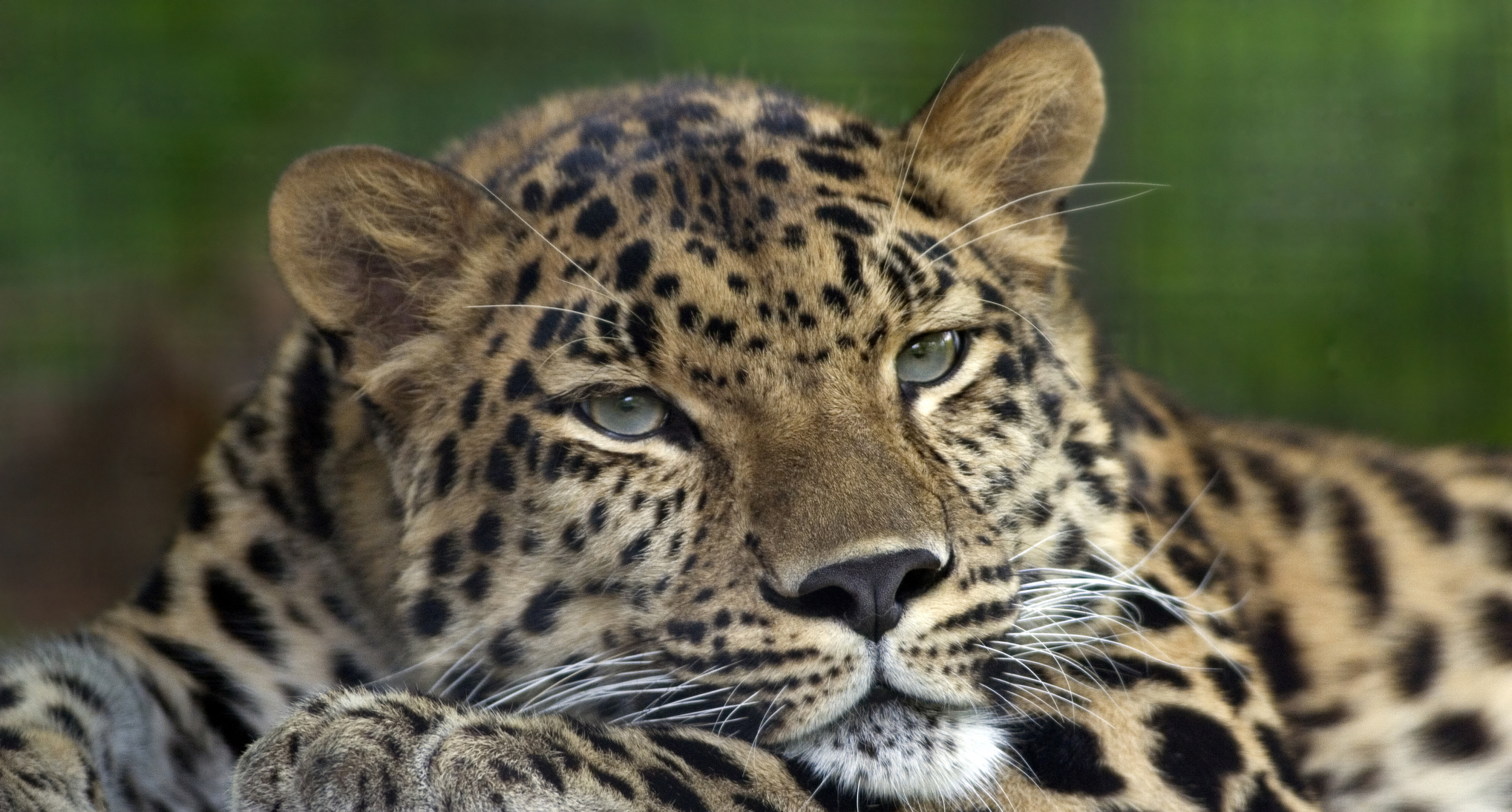
Panthère de l'Amour en captivité
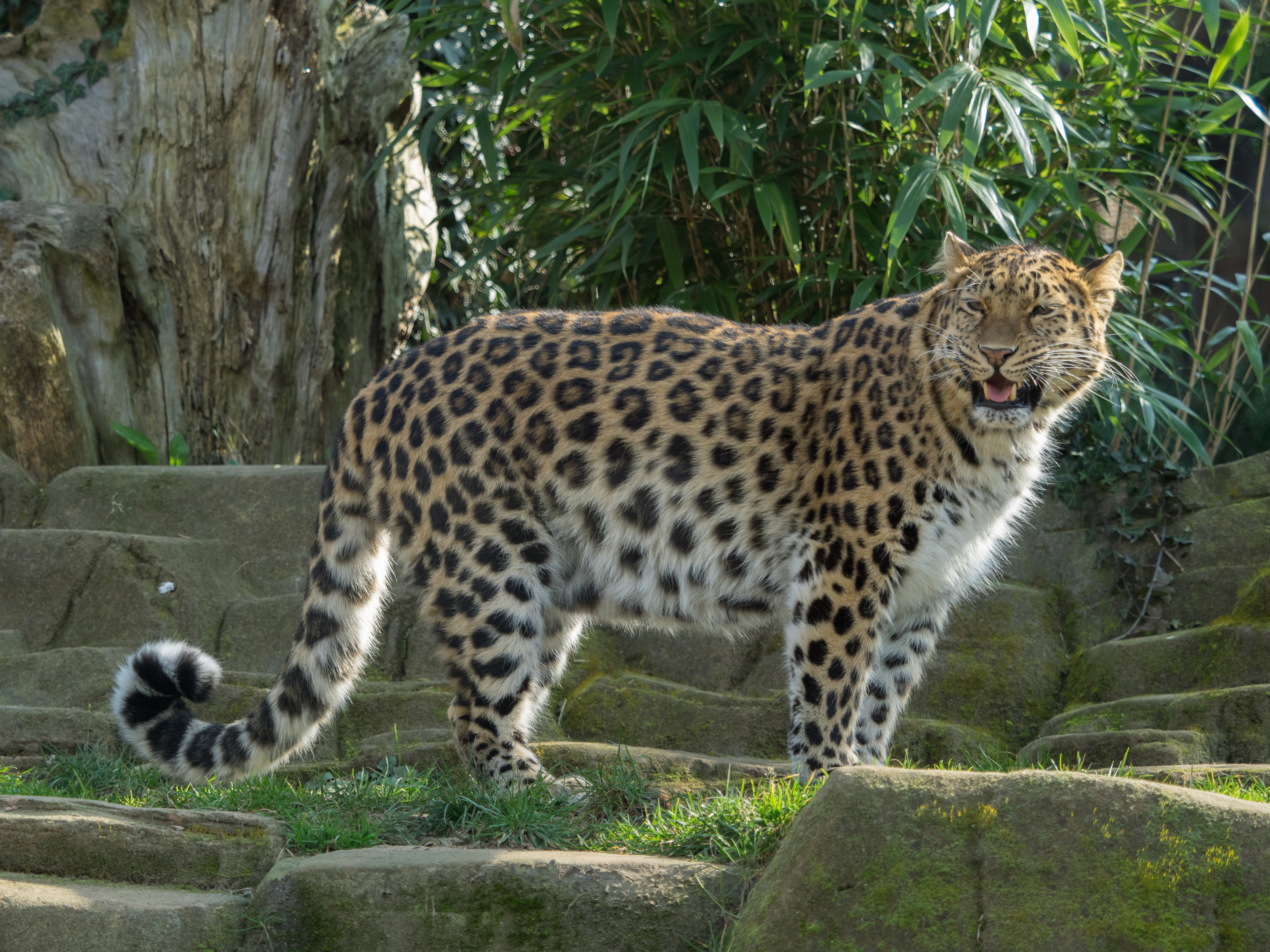
Léopard de l'Amour
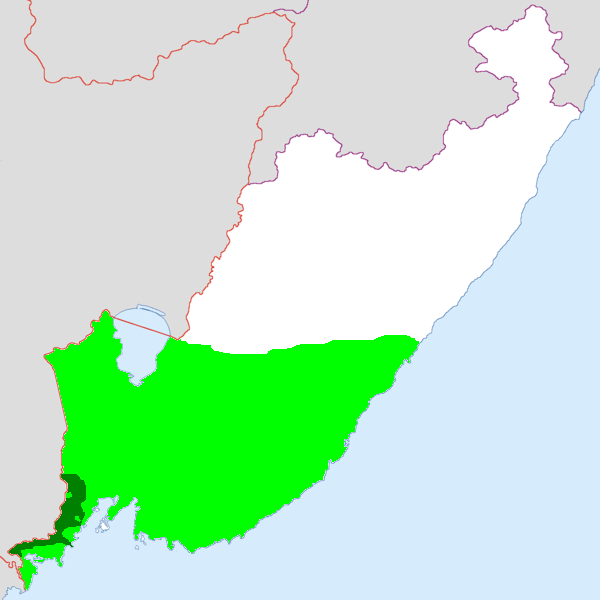
Distribution

## Préservation des Léopards
Le 5 avril 2018, un communiqué du parc a signalé que la population de léopards de l'Amour était passé d'une trentaine d'individus en 2007 à une centaine en 2018 grâce aux mesures efficaces de protection, ce qui permettrait d'assurer la survie du félin dans la nature. À ce titre, en décembre 2020 la femelle identifiée Leo 117F, âgée de quatre ans, a été photographiée avec trois jeunes qu'elle a réussi à élever jusqu'à un âge suffisamment avancé pour assurer leur survie,.